# Grüner Teich (Darmstadt)
Der Grüne Teich ist ein kleines künstliches Stillgewässer in Darmstadt, Hessen.

## Geographie
Der Grüne Teich befindet sich am Ostrand von Darmstadt, zwischen Darmstadt-Ost und Roßdorf.
Der Teich ist ca. 50 m lang und ca. 30 m breit.
Durch den Grünen Teich fließt der Letschbach. 
Der Grüne Teich liegt in einem Wald westlich der „Küchlerwiese“, im Waldgewann „Die Sprangenwiese“. 
In unmittelbarer Nähe stehen die Naturdenkmale „Heyereiche“, „Küchlereiche“ und „Liebigeiche“.

## Varia
Ein Rundweg am Ufer erschließt das Gewässer.
Am Südufer des Grünen Teiches steht eine Schutzhütte aus Holz.